# Caratê nos Jogos Pan-Americanos de 2023
As competições de caratê nos Jogos Pan-Americanos de 2023 em Santiago, Chile, foram realizadas entre 3 e 5 de novembro de 2023 no Centro de Esportes de Contato. Doze eventos por medalhas foram disputados, sendo dez deles no kumite (cinco categorias por gênero) e outros dois eventos (um por gênero) no kata.

## Qualificação
Um total de 106 caratecas poderiam se classificar para competir no Pan (96 classificados através de quatro torneios classificatórios e 10 vagas nominais extras para os vencedores dos Jogos Pan-Americanos Júnior de 2021). Serão nove atletas classificados para cada evento individual, exceto no kata, que contará com oito atletas. Cada CON pode inscrever no máximo 12 atletas (seis por gênero), consistindo em um competidor por categoria. Essa regra não se aplica aos vencedores dos Jogos Pan-Americanos Júnior de 2021. O país-sede, Chile classificou automaticamente o número máximo de atletas.
Venezuela, Panamá e Colômbia poderiam classificar atletas pelo Campeonato da América Central e do Caribe de 2023, enquanto o México poderia classificarpela Copa Norte-Americana.

## Nações participantes
Um total de 21 CONs classificaram atletas. O número de atletas classificados está em parênteses.
- ARG Argentina (6)
- ARU Aruba (1)
- BOL Bolívia (1)
- BRA Brasil (10)
- CAN Canadá (6)
- CHI Chile (13)
- COL Colômbia (10)
- CUB Cuba (3)
- ESA El Salvador (2)
- EAI Equipe de Atletas Independentes (5)
- ECU Equador (4)
- USA Estados Unidos (13)
- MEX México (8)
- NCA Nicarágua (1)
- PAN Panamá (1)
- PAR Paraguai (2)
- PER Peru (5)
- PUR Porto Rico (2)
- DOM República Dominicana (5)
- URU Uruguai (2)
- VEN Venezuela (6)

## Medalhistas
Masculino
| Evento                   | Ouro                            | Prata                          | Bronze                                              |
| ------------------------ | ------------------------------- | ------------------------------ | --------------------------------------------------- |
| Kata individual detalhes | Ariel Torres USA Estados Unidos | Cleiver Leocadio VEN Venezuela | Luca Impagnatiello ARG Argentina                    |
| Kata individual detalhes | Ariel Torres USA Estados Unidos | Cleiver Leocadio VEN Venezuela | Larry Aracena DOM República Dominicana              |
| Até 60 kg detalhes       | Enrique Villalón CHI Chile      | Brayan Díaz CUB Cuba           | Douglas Brose BRA Brasil                            |
| Até 60 kg detalhes       | Enrique Villalón CHI Chile      | Brayan Díaz CUB Cuba           | Juan Fernández COL Colômbia                         |
| Até 67 kg detalhes       | Andrés Madera VEN Venezuela     | Tomás Freire CHI Chile         | Camilo Velozo CHI Chile                             |
| Até 67 kg detalhes       | Andrés Madera VEN Venezuela     | Tomás Freire CHI Chile         | Alberto Gálvez PAN Panamá                           |
| Até 75 kg detalhes       | Thomas Scott USA Estados Unidos | Carlos Villarreal MEX México   | Allan Maldonado EAI Equipe de Atletas Independentes |
| Até 75 kg detalhes       | Thomas Scott USA Estados Unidos | Carlos Villarreal MEX México   | Juan Felipe Landazuri COL Colômbia                  |
| Até 84 kg detalhes       | José Acevedo ECU Equador        | Rubén Henao COL Colômbia       | Saisheren Senpon USA Estados Unidos                 |
| Até 84 kg detalhes       | José Acevedo ECU Equador        | Rubén Henao COL Colômbia       | Jorge Merino ESA El Salvador                        |
| Mais de 84 kg detalhes   | Rodrigo Rojas CHI Chile         | Lucas Miranda BRA Brasil       | Rob Timmermans ARU Aruba                            |
| Mais de 84 kg detalhes   | Rodrigo Rojas CHI Chile         | Lucas Miranda BRA Brasil       | Giovani Salgado BRA Brasil                          |

Feminino
| Evento                   | Ouro                              | Prata                         | Bronze                                               |
| ------------------------ | --------------------------------- | ----------------------------- | ---------------------------------------------------- |
| Kata individual detalhes | Sakura Kokumai USA Estados Unidos | Valentina Zapata COL Colômbia | Claudia Laos-Loo CAN Canadá                          |
| Kata individual detalhes | Sakura Kokumai USA Estados Unidos | Valentina Zapata COL Colômbia | Andrea Armada VEN Venezuela                          |
| Até 50 kg detalhes       | Yorgelis Salazar VEN Venezuela    | Yamina Lahyanssa CAN Canadá   | Bárbara Morales EAI Equipe de Atletas Independentes  |
| Até 50 kg detalhes       | Yorgelis Salazar VEN Venezuela    | Yamina Lahyanssa CAN Canadá   | Yamila Benítez ARG Argentina                         |
| Até 55 kg detalhes       | Valentina Toro CHI Chile          | Baurelys Torres CUB Cuba      | Kelly Fernandes BRA Brasil                           |
| Até 55 kg detalhes       | Valentina Toro CHI Chile          | Baurelys Torres CUB Cuba      | Geraldine Peña COL Colômbia                          |
| Até 61 kg detalhes       | Janessa Fonseca PUR Porto Rico    | Alexandra Grande PER Peru     | Claudymar Garcés VEN Venezuela                       |
| Até 61 kg detalhes       | Janessa Fonseca PUR Porto Rico    | Alexandra Grande PER Peru     | María Renée Wong EAI Equipe de Atletas Independentes |
| Até 68 kg detalhes       | Bárbara Rodrigues BRA Brasil      | Wendy Mosquera COL Colômbia   | Melissa Bratic CAN Canadá                            |
| Até 68 kg detalhes       | Bárbara Rodrigues BRA Brasil      | Wendy Mosquera COL Colômbia   | Skylar Lingl USA Estados Unidos                      |
| Mais de 68 kg detalhes   | Guadalupe Quintal MEX México      | Valeria Echever ECU Equador   | Pamela Rodríguez DOM República Dominicana            |
| Mais de 68 kg detalhes   | Guadalupe Quintal MEX México      | Valeria Echever ECU Equador   | Brenda Padilha BRA Brasil                            |

## Quadro de medalhas
| Ordem | País                                | Medalha de ouro | Medalha de prata | Medalha de bronze |    |
| ----- | ----------------------------------- | --------------- | ---------------- | ----------------- | -- |
| 1     | CHI Chile                           | 3               | 1                | 1                 | 5  |
| 2     | USA Estados Unidos                  | 3               |                  | 2                 | 5  |
| 3     | VEN Venezuela                       | 2               | 1                | 2                 | 5  |
| 4     | BRA Brasil                          | 1               | 1                | 4                 | 6  |
| 5     | ECU Equador                         | 1               | 1                |                   | 2  |
|       | MEX México                          | 1               | 1                |                   | 2  |
| 7     | PUR Porto Rico                      | 1               |                  |                   | 1  |
| 8     | COL Colômbia                        |                 | 3                | 3                 | 6  |
| 9     | CUB Cuba                            |                 | 2                |                   | 2  |
| 10    | CAN Canadá                          |                 | 1                | 2                 | 3  |
| 11    | PER Peru                            |                 | 1                |                   | 1  |
| 12    | EAI Equipe de Atletas Independentes |                 |                  | 3                 | 3  |
| 13    | ARG Argentina                       |                 |                  | 2                 | 2  |
|       | DOM República Dominicana            |                 |                  | 2                 | 2  |
| 15    | ARU Aruba                           |                 |                  | 1                 | 1  |
|       | ESA El Salvador                     |                 |                  | 1                 | 1  |
|       | PAN Panamá                          |                 |                  | 1                 | 1  |
| TOTAL | TOTAL                               | 12              | 12               | 24                | 48 |